# Public (album)
Pour les articles homonymes, voir Public (homonymie).
Albums de Les Fatals Picards
Pamplemousse mécanique
(2007) Le Sens de la gravité
(2009)
Public est un album live du groupe Les Fatals Picards sorti en 2008.

## Liste des titres
1. On se demandait
2. Moi je vis chez Amélie Poulain
3. Française des jeux
4. Le mariage de Kevin et de ma sœur
5. La sécurité de l'emploi
6. Seul et célibataire
7. Djembé man
8. Mon père était tellement de gauche
9. Traductions
10. Castatroce
11. Les bourgeois
12. L'amour à la française
13. Chasse, pêche et biture
14. Qu'est-ce qui nous prouve?
15. Commandante
16. Goldorak est mort
17. Public
18. Bernard Lavilliers
19. Dors mon fils
20. 30 millions de punks (Punkachien)
21. Schizophrène (tu vas dans le mur)